# Hold on My Heart
"Hold on My Heart" is een nummer van de Britse band Genesis. Het nummer verscheen op hun album We Can't Dance uit 1991. Op 6 april 1992 werd het uitgebracht als de derde single van het album.

## Achtergrond
"Hold on My Heart" is geschreven door groepsleden Tony Banks, Phil Collins en Mike Rutherford en geproduceerd door de band in samenwerking met Nick Davis en Robert Colby. Het nummer werd een grote hit in Noord-Amerika, waar het in Canada de eerste plaats behaalde en in de Amerikaanse Billboard Hot 100 tot de tweelfde plaats kwam. Het was de laatste nummer 1-hit van de groep in Canada en tevens hun laatste top 20-hit in de Verenigde Staten. Tevens kwam de single tot de zestiende plaats in het Verenigd Koninkrijk. In Nederland kwam de single tot respectievelijk de elfde en dertiende plaats in de Top 40 en de Nationale Top 100, terwijl in Vlaanderen de zestiende plaats in de voorloper van de Ultratop 50 werd bereikt.
In de videoclip van "Hold on My Heart" speelt de band het nummer in een lege nachtclub, wat doet denken aan de clip van Collins' solosingle "One More Night" uit 1985. De clip is in slowmotion opgenomen; om dit effect te creëren, werd tijdens de opnames de muziek sneller dan normaal afgespeeld. Deze beelden werden daarna vertraagd.

## Hitnoteringen

### Nederlandse Top 40
| Hitnotering: 18-04-1992 t/m 30-05-1992 | Hitnotering: 18-04-1992 t/m 30-05-1992 | Hitnotering: 18-04-1992 t/m 30-05-1992 | Hitnotering: 18-04-1992 t/m 30-05-1992 | Hitnotering: 18-04-1992 t/m 30-05-1992 | Hitnotering: 18-04-1992 t/m 30-05-1992 | Hitnotering: 18-04-1992 t/m 30-05-1992 | Hitnotering: 18-04-1992 t/m 30-05-1992 | Hitnotering: 18-04-1992 t/m 30-05-1992 |
| Week                                   | 1                                      | 2                                      | 3                                      | 4                                      | 5                                      | 6                                      | 7                                      |                                        |
| -------------------------------------- | -------------------------------------- | -------------------------------------- | -------------------------------------- | -------------------------------------- | -------------------------------------- | -------------------------------------- | -------------------------------------- | -------------------------------------- |
| Positie                                | 34                                     | 21                                     | 13                                     | 11                                     | 12                                     | 21                                     | 31                                     | uit                                    |

### Nationale Top 100
| Hitnotering: 11-04-1992 t/m 20-06-1992 | Hitnotering: 11-04-1992 t/m 20-06-1992 | Hitnotering: 11-04-1992 t/m 20-06-1992 | Hitnotering: 11-04-1992 t/m 20-06-1992 | Hitnotering: 11-04-1992 t/m 20-06-1992 | Hitnotering: 11-04-1992 t/m 20-06-1992 | Hitnotering: 11-04-1992 t/m 20-06-1992 | Hitnotering: 11-04-1992 t/m 20-06-1992 | Hitnotering: 11-04-1992 t/m 20-06-1992 | Hitnotering: 11-04-1992 t/m 20-06-1992 | Hitnotering: 11-04-1992 t/m 20-06-1992 | Hitnotering: 11-04-1992 t/m 20-06-1992 | Hitnotering: 11-04-1992 t/m 20-06-1992 |
| Week                                   | 1                                      | 2                                      | 3                                      | 4                                      | 5                                      | 6                                      | 7                                      | 8                                      | 9                                      | 10                                     | 11                                     |                                        |
| -------------------------------------- | -------------------------------------- | -------------------------------------- | -------------------------------------- | -------------------------------------- | -------------------------------------- | -------------------------------------- | -------------------------------------- | -------------------------------------- | -------------------------------------- | -------------------------------------- | -------------------------------------- | -------------------------------------- |
| Positie                                | 83                                     | 55                                     | 28                                     | 25                                     | 16                                     | 13                                     | 16                                     | 30                                     | 41                                     | 53                                     | 93                                     | uit                                    |

### NPO Radio 2 Top 2000
| Nummer met noteringen in de NPO Radio 2 Top 2000 | '99  | '00 | '01  | '02  | '03  | '04  | '05  | '06  | '07  | '08  | '09  | '10  | '11  | '12  | '13  | '14  |
| ------------------------------------------------ | ---- | --- | ---- | ---- | ---- | ---- | ---- | ---- | ---- | ---- | ---- | ---- | ---- | ---- | ---- | ---- |
| Hold on My Heart                                 | 1271 | -   | 1033 | 1562 | 1611 | 1706 | 1891 | 1901 | 1588 | 1685 | 1669 | 1803 | 1906 | 1938 | 1737 | 1722 |

1. ↑  Een '-' betekent dat het nummer niet was genoteerd en een vetgedrukt getal geeft de hoogste notering aan.
2. ↑  Deze tabel is bijgewerkt tot en met de laatste editie (2024).